# Тайрис Флэр
Тайрис Флэр (Tyris Flare, букв. «Тайрис Горящая стрела») — вымышленный персонаж-амазонка, одна из героев франшизы Golden Axe. В приключенческой видеоигре 2008 года Golden Axe: Beast Rider является единственным игровым персонажем.

## Описание
Дебютным появлением персонажа является игра 1989 года Golden Axe. Тайрис является членом группы воинов, бросивших вызов Смертоносцу, великому тёмному магу и завоевателю, вознамерившемуся захватить родной мир Тайрис — Юрию. Каждый из героев, будь то воитель Акс, гном Джулиус или амазонка Тайрис, кроме боевых навыков обладают особым видом магии. Тайрис обладает даром огненной магии, что согласно мифологии игры объясняется тем, что амазонки поклоняются огню и драконам. Кроме того, Флэр (англ. Flare) с английского языка переводится как пламя.

### Вымышленная биография
Тайрис родилась в королевской семье государства Файрвуд. Когда она ещё была ребёнком, на королевство напал завоеватель Смертоносец (англ. Death Adder). Отец был убит, а мать вместе с дочерью бежали. В пути королева сказала дочери бежать, а сама осталась, дабы задержать преследователей. Вскоре Тайрис была найдена амазонками и принята в их племя.

## Появления в играх
- В третьей части игры Golden Axe Тайрис была заменена на Сару Барн[4].
- В игре Golden Axe: The Revenge of Death Adder вместо Тайрис игровым персонажем является девушка-кентавр Дора.
- Акса Бойца, Тайрис Пламя и Джилиуса Громоглава можно найти в аркадной версии игры Alien Storm. Их можно найти на одном из телеэкранов в игре. Кроме того, Джилиус появляется в качестве одного из судей при определении ранга игрока.
- В игре Golden axe: Beast rider Тайрис озвучивала американская актриса Билль Бреа (англ. Bylle Breaux)[5].

## Отзывы
- Издание Lenta.ru в своей статье об игре Golden Axe: Beast Rider дала отрицательную критику всей игре, кроме самой героини[6].
- Тайрис Флэр вошла в десятку самых привлекательных девушек из видеоигр по версии игрового издания Gamespace[3].